# Luis Baylón
Luis Díez Baylón, más conocido como Luis Baylón, (Madrid, 28 de abril de 1958-21 de octubre de 2023) fue un fotógrafo español.

## Trayectoria
Nacido en Madrid en 1958, con diecisiete años se marchó a Ibiza, donde descubrió la fotografía cuando un amigo argentino le cambió su Canon FTB por el importe de un billete.
En 1984, su padre le regaló una Rolleiflex 2F, que se convirtió en su marca personal a partir de 1984, una cámara con la que, según este fotógrafo, no «disparas, ni cazas, ni robas», sino que «tienes que agacharte, como haciendo una reverencia» ante la toma.
A lo largo de la década de 1980, trabó amistad y colaboró con otros artistas y fotógrafos de su generación como Javier Campano, Eduardo Momeñe, Manuel Sonseca, Miguel Trillo y Mariví Ibarrola, o con figuras del ámbito cultural como Chema Conesa y Quico Rivas, y pronto llegaron sus colaboraciones con revistas asociadas a la Movida madrileña y la efervescencia cultural del momento; en 1986 publicó su primera foto de autor en La Luna de Madrid, a la que siguieron fotos en Ajoblanco, El Europeo, El Canto de la Tripulación, y también en los suplementos culturales de El Mundo, el ABC y El País.
En 1987 montó junto a Quico Rivas y Alberto García-Alix un laboratorio en Vallecas, que se disolvió dos años después dando pie a su andadura como laboratista profesional en su estudio de la calle Lavapiés, por donde frecuentaban otros jóvenes artistas del momento; su laboratorio fue parte así de una vocación didáctica que mantuvo a lo largo de su vida en varias escuelas y facultades (Escuela Railowski, Círculo de Bellas Artes, Albarracín, Ultravioleta), o como profesor asociado en la Facultad de Bellas Artes de Cuenca.
Durante la década de 1990 colaboró con Vari Caramés, Bernard Plossu y otros fotógrafos de la escena internacional, como Max Pam y Tereza Siza; la colección Gabriel Cualladó del IVAM le compró obra en 1994, siendo la primera colección privada de la que formó parte; en adelante, acogieron sus obras diversos museos nacionales, como el Museo Nacional Centro de Arte Reina Sofía y el Archivo Lafuente, e internacionales como el Museo Marugame-Hirai, el Centro Portugués de Fotografía y el CRPF Nord-Pas-de-Calais.
En 1992 viajó a la India, periplo cuyo resultado dará pie a su primera exposición individual y al proyecto sobre el Festival Kumbhamela, al que regresó en 2001 y 2013. Al mismo tiempo, empezó a recibir encargos de muy diversa índole: publicidad, editoriales y discográficas.
En 1996 publicó su primer libro, Tarde de Toros, junto al editor Mauricio D´Ors; también expuso en Francia por primera vez su serie Madrid anónimo; en 1998 lanzó el proyecto Entrefotos junto con Pasquale Caprile. En 1999 le incluyeron en la colección Photobolsillo de fotógrafos madrileños, y en 2007 en la de fotógrafos españoles, con otro contenido. 
En el 2000 expuso en el Canal de Isabel II y se publicó el catálogo Guirigato. Se publican en esos años Solo fumadores y Par de dos, que fueron dos de su series reconocibles, junto a Ladrones de corazones y Animalada, también expuestas y publicadas a lo largo de la década.
En 2007 el Museo de Teruel le ofreció participar en su línea editorial Ideas de Arte, haciéndole responsable de la edición, y vio la luz Autogarabato, que también se expuso en el Museo. Ese mismo año viajó por primera vez a China iniciando su proyecto Pequineses, que amplió en sus viajes a China de 2010 y 2012, trabajo que expuso en varios centros, galerías y festivales, dejando no obstante inconclusa su edición; en 2007 también publicó junto con Bernard Plossu En Valencia.  
Siguió viajando y haciendo fotos hasta 2017, cuando empezó a volcarse en la revisión de su archivo. Tras tres años de selección de fotografías y laboratorio, consiguió publicar Madrid en plata.
En 2018 se trasladó a San Lorenzo de El Escorial, donde fue cambiando paulatinamente la calle por los montes, y los retratos de gente por los de árboles. Murió en octubre de 2023 a la edad de sesenta y cinco años, dejando «huérfana la calle de Madrid».

## Estilo
Profesional de una  fotografía «al aire libre», «natural» o «de luz natural», sus imágenes se caracterizan por captar lo «inocente e inesperado» en la miseria y la grandeza de lo cotidiano, con una extraordinaria pericia técnica y una mirada profundamente humana. Es considerado por muchos el fotógrafo de la calle madrileña y una figura imprescindible de la fotografía española reciente.

## Publicaciones
- 1996 Tarde de toros. Texto de A. Caballero, M d´Ors, editor. Madrid. ISBN 9788487458019
- 1999 Photobolsillo nº 16: Baylón. Texto de Quico Rivas. La Fábrica. ISBN 9788495183347
- 2001 Guirigato. Textos de Bernard Plossu y Quico Rivas. CAM. ISBN 8445120883
- 2004 Solo fumadores. Texto de E. Bravo. Blur Editorial. Madrid. ISBN 8460926753
- 2005 Par de dos. Texto de Diego Carrasco. Lucam Fotomecánica. Madrid
- 2005 Benarés. Museo de las Peregrinaciones, Santiago de Compostela. ISBN 8445340670
- 2008 En Valencia: Baylón / Plossu. Texto de Salvador Albiñana. UV. ISBN 978-84-370-7313-2
- 2009 Ladrones de corazones. Texto de F. Ruiz Lobera. G I. Barrenechea. ISBN 97884934916
- 2009 Autogarabato. Texto de Baylón. Ideas de Arte, Museo de Teruel. ISBN 9788487183904
- 2010 Escatapartes. Texto de J. Ortega y E. Momeñe. Círculo Man Ray. ISBN 97884616 4364 2
- 2010 Baylón. Textos de Bernard Plossu y Carlos Cay. Lumwerg. ISBN 978-84-9785-686-7
- 2021 Madrid en plata. Texto de Luis Baylón. RM. ISBN 978-84-17975-71-5
- 2024 Perros y Gatos. Texto de Tyra Díez. Cuadernos de fotografía española 13. Im. Izquierdo

## Exposiciones destacadas
- 1985 Madrid, Madrid, Madrid. Centro Cultural de la Villa, Madrid (cartel)
- 1998 Madrid anónimo. Ctro. Reg. de Fotografía Nord-Pas-de-Calais, Francia.
- 2001 Guirigato. Canal de Isabel II, Madrid.
- 2005 Benarés. Museo de las Peregrinaciones, Santiago de Compostela.
- 2006 El Madrid de la Movida. Canal de Isabel II
- 2008 En Valencia. Baylón y Plossu. IVAM Valencia (catálogo).
- 2008 Nuevos Rostros de Madrid. Con Campano, García-Alix, Ouka Lele. Sala Antonio Machado
- 2010 Cosas vistas. Con Campano, Plossu, Núñez y Caramés. Inés Barrenechea, Madrid
- 2012 Par de Dos. Centro de Cibeles, Comunidad de Madrid
- 2013 Pekineses + audiovisual. Instituto Confucio, sala 9 de Octubre. Valencia.
- 2019 Madrid en Plata. Festival Internacional de Fotografía Ojos Rojos, Xàbia, Alicante.

## Reconocimientos
Obtuvo el Premio de la Comunidad de Madrid en 2000 y fue varias veces finalista del Premio Nacional de Fotografía.